# Działalność polityczna
Działalność polityczna - ogół działań polegających na formułowaniu i realizacji celów politycznych, związanych z rolami spełnianymi przez jednostki bądź grupy w ramach systemu politycznego. Działalność polityczna określa proces uczestnictwa w procesie podejmowania decyzji oraz zaangażowanie w życie polityczne. 

## Charakterystyka
Za działalność polityczną uważa się racjonalne, kontrolowane i dobrowolne czynności podmiotu realizującego swoje potrzeby i interesy związane w sposób bezpośredni lub pośredni z władzą polityczną. Działalność polityczna charakteryzuje się tym, że podmiot może świadomie i samodzielnie wybrać czas, miejsce i sposób postępowania. Jej istotą jest dążenie np. partii politycznej do sprawowania (samodzielnie lub w koalicji) władzy politycznej albo też wywieranie wpływu na ośrodki decyzji politycznych (np. rząd, parlament) w warunkach walki, kompromisów lub współpracy. Działania polityczne są podejmowane przede wszystkim z zamiarem osiągnięcia korzystnych dla danego podmiotu stanów (skutków) w sferze politycznej, ekonomicznej, socjalnej, kulturowej. Działania polityczne mają wiele przejawów w życiu politycznym. Działalność polityczna i jej skutki podlegają zmiennym ocenom ze względu na kryterium czasu, toteż pomimo doraźnej skuteczności może zostać oceniona negatywnie w dłuższym okresie.
Jej główne cechy to:
- celowy, kierunkowy charakter – jest wyrazem świadomego wyboru,
- wywołanie określonych skutków politycznych np. doprowadzenia do wcześniejszych wyborów parlamenatrnych,
- podejmowanie w interesach wielkich grup społecznych,
- duży stopień instytucjonalizacji,
- wysoki poziom zorganizowania uczestniczących w nich grup,
- konfliktowy charakter.

## Podział działalności politycznej
Działalność polityczną cechuje ogromna różnorodność, co sprawia dużą trudność w wydzieleniu pewnych rodzajów działań. W zbiorze działań politycznych wyszczególnić można według różnych kryteriów m.in. działania polityczne: konsensualne i konfliktowe, indywidualne i zbiorowe, zinstytucjonalizowane i nie zinstytucjonalizowane, itp.
Działalność polityczna może mieć formę bezpośrednią i pośrednią. Działalność bezpośrednia są bardzo wyrazista (np. wybory parlamentarne). Działalność pośrednia jest powodowana pod wpływem różnych czynników życia politycznego i jest mniej dostrzegana.
Główne kryteria podziału to:
1. Kryterium podmiotu,
2. Kryterium instytucjonalizacji działań politycznych,
3. Kryterium stopnia przymusowości,
4. Kryterium stopnia jawności.

### Kryterium podmiotu
Działalność polityczna ze względu na podmiot można podzielić na zbiorową i indywidualną. 
Działalność zbiorowa jest sumą podobnych lub identycznych zachowań indywidualnych, które oddziałują na ośrodki kierowniczo- decyzyjne w systemie politycznym. Do działalności zbiorowej możemy zaliczyć zgromadzenia, strajki, manifestacje. Dotyczy ona interesów zbiorowości. 
Działalność indywidualna prowadzona jest przez jednostki na własna rękę i na własny rachunek. Można do niej zaliczyć  kampanie wyborcze poszczególnych kandydatów. Dotyczy interesów poszczególnych jednostek.

### Kryterium instytucjonalizacji działalności politycznej
Działania politycznie niezinstytucjonalizowane mają mniejszy stopień skoordynowania, planowości i reglamentacji a większy stopień spontaniczności. Działania zinstytucjonalizowane wyróżniają się określoną specjalizacją i reglamentacją.

### Kryterium stopnia przymusowości
Działalność przymusowa polega na obowiązaniu określonych podmiotów do działania. Podjęcie działalności dobrowolnej nie jest w żaden sposób nakazane ani przeciwwskazane, a chęć jej podjęcia zależy od woli grup kierowniczych, podmiotów politycznych.

### Kryterium stopnia jawności.
W tym kryterium możemy wyróżnić: działalność jawną, działalność ukrytą, działalność  zamaskowaną. Pierwszy typ działalności jest prowadzony otwarcie i pod kontrolą opinii publicznej. Działalność ukryta prowadzona jest w najgłębszej tajemnicy i nie podlega kontroli opinii publicznej. Działalność zamaskowana informuje nas o założeniach ale pozostawia w tajemnicy szczegółowe cele. Jej występowanie i praktykowanie jest niezmiernie istotne.

## Działalność podmiotów polityki
Działalność podmiotów polityki przybiera różne formy uczestnictwa w polityce. Uczestnictwo w sprawowaniu władzy i wpływanie na nią może mieć charakter:
- bezpośredni lub pośredni
- stały, okresowy lub incydentalny
- formalny lub nieformalny
- legalny lub nielegalny
- racjonalny i irracjonalny.

Podmioty polityki, czyli jednostki uczestniczące w polityce, dążą w swoich działaniach albo do utrzymania obecnego systemu politycznego i zależności między podmiotami, albo do ich zmiany. Większy stopień wpływu na politykę będzie miało działanie osoby mającej większe poparcie społeczne, czy też wyższe stanowisko w hierarchii władzy.
Działalność podmiotów politycznych może być formalna, prowadzona w oparciu o działające jawnie zarejestrowane organizacje, nieformalna, albo wręcz nielegalna, prowadzona  przez różne pozaprawne grupy nacisku.
Każdy pełnoletni obywatel mający prawo wyborcze: bierne i czynne jest legalnym podmiotem politycznym.
Podmioty polityczne mogą być w swoich działaniach asertywne, uległe lub nieuległe (dominujące, agresywne). Dwie ostatnie postawy są skrajne.
Sposób działania podmiotu politycznego zależy też od sytuacji, w jakiej się znalazł, będąc u władzy. Możemy podzielić rzeczywistość polityczną na cztery płaszczyzny sytuacyjne, warunkujące działalność podmiotu polityki:
1. Wolności i swobody: idealna sytuacja dla człowieka: wszystko, co obiektywne mu sprzyja (np. dobrze rozwijająca się gospodarka, dobra koniunktura), ludzie popierają jego działania, ma pełną swobodę w decydowaniu.
2. Konieczność i skrępowanie: jednostka posiada władzę, lecz czynniki obiektywne powodują, że jest źle (np. pojawiają się problemy gospodarcze), natomiast ludzie stwierdzają, że się nie nadaje do tego lub znów z powodu różnych zależności muszę zarządzić to, co ktoś mi każe.
3. Wolność i skrępowanie: sytuacja sprzyja jednostce, ale jest uwikłana w zależności społeczne, które nie pozwalają jej na podejmowanie decyzji według własnej woli.
4. Swoboda i konieczność: jednostka posiada poparcie, sama podejmuje decyzje, nikt jej niczym nie przymusza, lecz sytuacja jest niesprzyjająca (np. pojawiają się problemy gospodarcze, klęski żywiołowe).